# Зомби
 Тази статия е за духа.  За британския музикант вижте Зомби (музикант).  
Зомби (на английски: zombie, на хаитянски креолски: zonbi, на северен мбунду nzumbe) e мистичен архетипен герой на съвременната масова култура. Под зомби се разбира фантастично съживен мъртвец или зомбиран жив човек – който напълно е загубил контрол над себе си и тялото си или се е подчинил на нечии заповеди. В преносен смисъл думата може да означава обсебен човек, който е силно повлиян от някакви вярвания, хобита или разрушителен култ.

## Характеристика
Терминът „зомби“ основно е свързан с вуду – магическата практика на жителите на островите от Карибския басейн (Хаити, Ямайка, Тринидад, Куба). Корените на вуду идват от Западна Африка (Бенин), откъдето в Хаити са довеждани роби. Така се нарича и самото съживено с магия мъртво тяло, лишено от собствена воля и използвано за целите на магьосника (на хаитянски: бокор), който го е възкресил. Зомби може да се създаде и от жив човек. За целта бокорът дава на жертвата си отвара, от която тя изпада в кома. След това човекът бива погребан от семейството си, само за да бъде изровен от бокора, който го поробва чрез магия.
Оригиналните истории за зомбита са от мястото, където вуду е най-разпространена – Хаити. В тях от живите мъртъвци се очаквало да извършват най-тежката селскостопанска работа (вж. сходните функции на голема в юдейската традиция). Действително е установено, че чрез билки и баене хаитянските магьосници са в състояние да докарат човек до пълно физическо и психическо вцепенение. Така или иначе, то не трае повече от няколко часа.
Допълнителното натоварване на тези легендарни същества с отрицателен смисъл се дължи главно на холивудската киноиндустрия и десетките филми за зомбита-човекоядци, зомбита-преносители на унищожителна епидемия и прочие, в които върху екзотичните вярвания се наслагват елементи от европейския фолклор (върколаци, вампири и други).
Има много начини трупът да бъде спасен от такава участ: например трупът да бъде погребан с нож, за да намушка евентуалния бокор, или да се напълни ковчегът със семена, защото бокорът трябва да ги преброи, преди да вземе мъртвеца. Ако семената са достатъчно и слънцето изгрее, магьосникът няма да успее да направи магията.
Интересен факт е, че в хаитянските закони все още фигурира закон, според който създаването на зомби е незаконно и подлежи на наказание.
Преносното значение на думата в съвременния език е това на човек, който извършва работата си механично, без желание и без да влага смисъл във вършеното; човек без собствена воля.
Жив човек може да се превърне в зомби и ако бъде ухапан от такова. Зомбито се храни с човешка кръв и плът. Стават бесни, когато са гладни.